# Protoss
Protoss es una de las tres razas del videojuego StarCraft, junto con los Zerg y los Terran. Son una raza ancestral tecnológicamente avanzada que se caracteriza por sus grandes poderes psiónicos. Fue creada por los antiguos Xel'Naga y es originaria del planeta Aiur.
Su modo de juego es peculiar ya que no pueden edificiar en cualquier sitio, sólo en las zonas psiónicas habilitadas por pilones. Las estructuras se invocan a través del espacio-tiempo y al igual que las unidades cuentan con escudos de energía protectores.
Su sociedad estaba regida por el Cónclave, que agrupó a estos alienígenas en castas según el poder que ostentaran. Su gran desarrollo cerebral les hace capaces de comunicarse telepáticamente, además de ser la raza tecnológicamente más avanzada del universo de StarCraft, basándose en la robótica para armar a sus ejércitos. Los guerreros y las construcciones de los Protoss siempre están listos para usarse, lo único que han de hacer es concentrar gran cantidad de energía psiónica para invocarlos allí donde se requieren. Estas complicadas técnicas y la avanzada tecnología se traducen en costes de construcción y mantenimiento altos para un ejército Protoss, añadiendo que la expansión de sus estructuras y el mantenimiento del ejército está unido a la cantidad de poder psiónico disponible. Esta capacidad se aumenta con los pilones, permitiendo suministrar suficiente energía psiónica a tus guerreros y construir dentro del radio de acción del pilón.
Los edificios Protoss son producidos en gran mayoría en Aiur, e invocados con poder psíquico, abriéndose una grieta en el espacio-tiempo para ser transportados a cualquier sitio en el que sean necesarios. Sus unidades son guerreros fieros y altamente entrenados, muchos de ellos portan diversos implantes robóticos.

## Historia Protoss
(Esta historia es previa al juego original, no revelara argumentos de `Starcraft, StarCraft: Brood War o StarCraft II).

### Los Xel'Naga y Los Primeros Nacidos
Aunque solamente quedan pequeños fragmentos de documentación, los antiguos textos Protoss hablan de una raza muy avanzada que gobernó en miles de mundos de la galaxia hace decenas de millones de años. Se rumoreaba que esta enigmática raza, frecuentemente llamada los Xel'Naga o "viajeros de la lejanía" habían sembrado y cultivado miles de especies diferentes en los fríos y estériles mundos dentro de su dominio. Las tradiciones Protoss mantienen que los Xel'Naga eran una raza pacífica y benevolente totalmente dedicada al estudio y la propagación de la evolución sensible dentro del universo. No se sabe nada del origen de los Xel'Naga salvo que no eran nativos de la galaxia que dominaban. Obsesionados con conseguir la forma de vida perfecta, los Xel'Naga se esforzaron en crear una criatura que estuviera definida por una marcada "pureza de forma".
Durante miles de años dirigieron los delicados procesos evolutivos de sus especies en ciernes. A pesar de que sus prolongados experimentos produjeron muchas desviaciones y mutaciones intrigantes, las razas que los Xel´Naga cultivaban nunca satisfacían sus gigantescas esperanzas. Al final desesperados, los Xel'Naga concentraron sus esfuerzos frustrados en el mundo más prometedor de todos los que habían construido. Aiur, un enorme mundo jungla en el extremo de la galaxia, en el que había nacido una raza de seres muy avanzados. Estos seres eran increíblemente adaptables a condiciones naturales y climáticas duras. Su fuerza y su velocidad no tenían igual entre las razas que los Xel'Naga conocían. La raza había desarrollado una sociedad tribal rudimentaria basada en la caza en grupo y reglas de guerreros. No obstante, su aspecto más característico era que se comunicaban unos con otros a través de un modo muy complejo de telepatía instintiva que les permitía trabajar en comunidad con gran eficacia. Los Xel'Naga estaban contentos con los avances de su última creación y reconocieron que la nueva raza era el primero de todos sus experimentos en evolucionar más allá de las restricciones salvajes de las formas de vida más básicas. Para distinguir su ascensión en el orden galáctico, los Xel'Naga dieron a la nueva raza el nombre de Protoss o "Los Primeros Nacidos".
Los primeros Protoss vivieron en armonía, recluidos en el mundo de Aiur durante cientos de generaciones sin conocer nunca de la existencia de sus creadores Xel'Naga que les observaban desde lejos. Aunque los Protoss eran la especie más avanzada que surgió, los Xel'Naga todavía no estaban satisfechos con sus lentos avances y decidieron que era adecuado llevar la evolución de los Protoss más allá. Los Xel'Naga emplearon otro milenio más guiando sutilmente los pasos de sus hijos, hasta que al final tuvieron éxito llevando a los Protoss a un estado de sensibilidad y conciencia totales. Los Primeros Nacidos gradualmente se convirtieron en seres altamente intelectuales e introspectivos, consiguiendo niveles muy altos, no sólo en sus avances culturales, sino también en los avances personales e individuales. Exultantes con su éxito, los Xel'Naga finalmente se dieron a conocer a los Protoss sin sospechar en el caos que estaba por llegar.

### La Partida y El Eón del Conflicto
La civilización Protoss se extendió por la faz de Aiur en tan solo unos miles de años, terminando con las tribus rivales acatando un gobierno centralizado. En un intento de discernir la extensión de la evolución de su creación, los Xel'Naga bajaron de los cielos y se integraron en la cultura Protoss. La llegada de los Xel'Naga parece que unió más a las tribus desperdigadas, ya que los Protoss, extremadamente contentos, buscaban en sus ancianos creadores nuevas verdades e ideas. Los Xel'Naga se maravillaban por la disposición de los Protoss de sondear los misterios del universo que los rodeaba. Los Protoss abrigaban una sed insaciable de conocimientos que los llevó a desarrollar tendencias radicales y progresivas de estudio científico y metaneural. A medida que crecían su entendimiento y su conciencia personal, los Protoss se hicieron excesivamente orgullosos y empezaron a dar mayor valor a los logros individuales que al avance comunitario.
Las tribus con más éxito empezaron a aislarse unas de otras, cada una buscando definir sus propios roles, no sólo dentro de su sociedad inmediata, sino también en el universo más amplio. A medida que las tribus se separaban más y más, los Xel'Naga se tambaleaban de frustración. Especulaban si no habrían presionado demasiado la evolución de los Protoss y con ello echado a perder la pureza de su creación. Muchos Xel'Naga creían que los Protoss habían perdido uno de sus puntos fuertes, ya que los egos individuales habían superado a la primitiva unión comunitaria. Las tribus, movidas por búsquedas individualistas, hicieron resurgir sus propios principios y ritos ancestrales para separarse aún más de sus hermanos.
Olvidando el tiempo en el que sólo había temor y reverencia ante sus creadores, empezaron a crecer sospechas entre las tribus sobre el interés de los Xel'Naga en sus asuntos. A medida que pasaban los meses en Aiur, los Protoss empezaron a sentirse más retraídos con sus profesores Xel'Naga, ya que en cada Tribu corrían rumores salvajes e infundados sobre la supuesta traición de sus creadores. Intentando separarse completamente del resto de su raza, las tribus empezaron a perder la conexión con su unión psíquica primitiva. La ruptura de la empatía inherente de los unos con los otros de los Protoss, fue la causante de la disolución de los últimos restos de unidad y hermandad entre ellos. La separación de la unión psíquica también fue el mayor signo para los Xel'Naga de que los Protoss trágicamente habían perdido el elemento más fundamental de su grandeza. Convencidos de que habían cometido un grave error presionando su creación "fallida" a demasiada velocidad, los Xel'Naga decidieron abandonar Aiur para siempre. Los recelosos Protoss al oír de la partida de sus creadores, reaccionaron con un ataque precipitado y violento contra las naves-mundo de los Xel'Naga. Cientos de Xel'Naga resultaron Muertos a manos de los furiosos Protoss, los mismos que hace tan sólo unas décadas los habían adorado como dioses.
Los Xel'Naga repelieron el temerario ataque de los Protoss y con tristeza lanzaron la mayoría de sus enormes naves al vacío sin caminos más allá de Aiur. Las tribus Protoss que se habían quedado confusas y abandonadas desde la partida, se volvieron unas contra otras en desesperación. Lo que siguió ha sido relatado como la guerra más sangrienta y violenta que haya tenido lugar en la historia galáctica: El Eón del Conflicto. Las furiosas batallas libradas durante el Eón del Conflicto duraron innumerables generaciones de Protoss, todas ellas dedicadas a perpetuar la culpa de su abandono. A pesar de que no quedan muchos documentos de este "período perdido" de la historia Protoss, está claro que los Primeros Nacidos se convirtieron en legiones frenéticas de asesinos despiadados. Movidos durante siglos de odio irreflexivo contra sus hermanos, generaciones enteras de Protoss vivieron y murieron sin incluso conocer el legado de su pasado o la unión psíquica primitiva que sus antepasados una vez compartieron. Según cuenta la leyenda, incluso las mayores masas de tierra de Aiur fueron devastadas en la lucha épica entre las tribus enloquecidas. Parecía que la totalidad de la, una vez gloriosa, cultura Protoss estaba al borde de la completa desaparición.

### Khala: El Camino de la Ascensión
Aunque hubo muchos factores diferentes que llevaron al final del Eón del Conflicto, se cita un descubrimiento sin precedentes como la causa de los cambios radicales de la Segunda Edad. Mientras las enemistades morales seguían cobrándose víctimas en otra generación más de guerreros, un místico excéntrico Protoss tuvo una idea fundamental. El Místico, cuyo nombre verdadero ha quedado olvidado en los años de la historia, al final recibió el nombre de Khas, o "el que trae el orden". Khas, habiendo estudiado las enseñanzas arcaicas prohibidas de los Xel'Naga, desenterró unos antiguos artefactos monolíticos conocidos como Cristales Khaydarin. Los cristales, olvidados por los apresurados Xel'Naga, eran fundamentales para facilitar sus experimentos protogénicos. Khas fue capaz de canalizar las energías primitivas de los Cristales a través de él mismo, permitiéndole el acceso a la unión psíquica primordial de su raza. Por primera vez en miles de años, se tocó la fibra sensible primitiva de los Protoss. Khas, inundado por las emociones que emanaban de cada uno de los miembros de su raza, supo que los Protoss no habían perdido su unión primitiva, simplemente habían olvidado como sintonizarse con ella. 
Horrorizado por las emociones bélicas que habían estado destruyendo su raza durante incontables siglos, Khas empezó a buscar una forma de curar los dolores abrasadores de su gente. Reunió a muchos Protoss jóvenes y enseñó a la nueva generación de guerreros como tener acceso a su unión psíquica latente. Estos jóvenes, de repente libres para distanciarse del horrendo conflicto que les rodeaba, pudieron ver claramente que la lucha de su raza era un disparate. Creían que los Xel'Naga habían hecho lo correcto abandonándolos y que, debido a que la "esencia" racial había sido corrompida por el surgimiento del ego, eran, sin duda, una creación fallida. No obstante, mantenían que como su fallo inherente no era culpa suya, el conflicto interno de los Protoss y el tumulto racial no tenía base y estaba hueco. Khas desarrolló un sistema racial de progresión psíquica con la esperanza de disciplinar a la nueva generación y evitar que repitieran los trágicos errores de las generaciones pasadas. Siguiendo las teorías de Khas sobre la "corrupción de la esencia" de los Protoss, el Khala o el Camino de Ascensión pidió a los Protoss que olvidaran sus propios caprichos y se esforzaran por reunificar a su raza comunitaria, una vez tan poderosa. La mayor esperanza de Khas era que el Khala instalase un nuevo sentido de esencia y vitalidad en la raza Protoss. Poco a poco, muchos Protoss dejaron sus antiquísimas enemistades y se reunieron a las crecientes legiones de Khalai. Esto marcó el verdadero punto de inflexión del Eón del Conflicto y llevó a la fundación de la Segunda Edad. A medida que las terribles guerras iban disminuyendo y las Tribus otra vez empezaron a curarse y unirse, la premisa del Khala empezó a calar incluso en las raíces más profundas y fundamentales de la nueva sociedad Protoss.

### Dae'Uhl: La Administración
El Khala, principalmente significó definir un sistema rígido de comportamiento, así como también produjo el cambio de una sociedad Tribal a un sistema de Castas. Todos los miembros de las Tribus Protoss fueron divididos en tres nuevas castas: los Judicatores, los Khalai y los Templarios. Este cambio funcionó para eliminar los últimos restos de viejas hostilidades entre las Tribus y reforzar la resolución de los Protoss para comenzar de nuevo.
La casta de los Judicatores estaba compuesta de ancianos y hombres de estado Protoss cuya principal responsabilidad era gobernar a los Protoss con los dictados de la ley Khala. La Asamblea de Judicatores estaba regida por un pequeño grupo de Ancianos conocido como "El Cónclave".
La segunda casta, conocida como los Khalai, se componía de la mayoría de la sociedad Protoss. La casta Khalai representaba a los industriales, científicos y trabajadores que continuaban reconstruyendo sus tierras natales después de los duros conflictos del Eón de Conflicto.
La tercera casta, llamada los Templarios, eran los guerreros sagrados y los defensores de Aiur, quienes seguían las disciplinas del Khala para conseguir los elevados poderes psiónicos. Bajo el nuevo liderazgo de El Cónclave y sus Administradores Judicatores, y armados con el celoso poder de los Templarios, los Protoss pronto reconstruyeron su diezmado mundo de Aiur, convirtiéndolo en un bullicioso paraíso. Con su creciente prosperidad, que les condujo a redescubrir muchas de las ciencias y estudios que habían perdido. Los Protoss se aventuraron a viajar por las estrellas y en el curso de unos pocos cientos de años, los Protoss conquistaron cientos de mundos dentro de su rincón de la galaxia y extendieron los frutos de su gran civilización a muchas de las razas más avanzadas que encontraron. Con todo esto, los Protoss, sin proponérselo, tuvieron éxito al reclamar un octavo de los mundos que antes habían presidido los Xel'Naga.
De acuerdo con los estrictos códigos del Khala, los Protoss asumieron la carga del Dae'Uhl o la Gran Administración. Siguiendo las antiguas tradiciones de los Xel'Naga, el Dae'Uhl exigía que los Protoss protegieran y salvaguardaran a las razas inferiores que vivían a su sombra. No obstante, a diferencia de sus predecesores, los Protoss se negaron a manipular o interferir en los procesos evolutivos de las razas inferiores bajo su protección. Siempre atentos contra amenazas xenomórficas, los Protoss observaban de cerca a sus pupilos que no sospechaban nada. Pero, igual que los Xel'Naga muchos milenios antes, los Protoss mantuvieron su presencia oculta a las razas inferiores que tenían a su cuidado. Muchos cientos de especies crecieron y prosperaron en los diferentes mundos de su espacio, si saber nunca que estaban secretamente vigilados desde las alturas.

### Los Templarios Oscuros
A pesar de que su nueva civilización ilustrada crecía y prosperaba, el Cónclave Protoss mantenía un oscuro y vergonzoso secreto oculto a las masas. Había unas cuantas Tribus disidentes que se negaban a aceptar el Khala, creyendo que sus identidades individuales desaparecerían para promover aún más la regla de los Judicatores. Las Tribus Rogue no eran hostiles o militantes, pero creían que la agenda comunitaria de El Cónclave sería la condena final de su raza. Por tanto, el conocimiento de las Tribus Rogue era mantenido en secreto, ya que el Cónclave creía que su aberrante influencia podría extenderse por toda la sociedad Protoss y destruir todo lo que Khas había conseguido.
Convencido de que las Tribus Rogue constituían una amenaza palpable para el nuevo orden, el Cónclave ordenó a las fuerzas de Templarios que erradicaran a los disidentes. Los Templarios, dirigidos por un joven guerrero llamado Adun, no podían resignarse a acabar con sus desobedientes hermanos. En su lugar, el idealístico Adun intentó ocultar las Tribus Rogue de la vista de El Cónclave. Adun creía que podría convencer a los Rogues de la verdad del Khala enseñándoles a manipular sus propios poderes psiónicos latentes. A pesar de que sus poderes eran iguales a los de los poderosos Templarios, los Rogues siguieron negándose a someter sus libres y apasionados espíritus al Khala. Sin la disciplina del Camino de Ascensión, los poderes de los Rogues aumentaron vertiginosamente hasta quedar fuera de control.
El Cónclave, sorprendido porque los Templarios no hubieran destruido a las Tribus Rogue, intentó salvar la situación desesperada. Si el Cónclave castigaba a Adun y los Templarios por su insubordinación sería forzado a reconocer públicamente la existencia de los Rogues. De esta forma, El Cónclave decidió desterrar para siempre de Aiur a las Tribus desobedientes. Los Templarios a las órdenes de Adun tuvieron que jurar silencio mientras los Rogues eran cargados en una antigua, pero funcional, nave Xel'Naga y lanzados al vacío espacial. Desde entonces la Tribus Rogues son conocidas como los Templarios Oscuros.
Con el tiempo, la leyenda de los Templarios Tétricos se extendió por la faz de Aiur, estimulando las imaginaciones de muchos Protoss jóvenes. Para mostrar su desdeño hacia El Cónclave y sus lacayos Judicatores, los Templarios Tétricos se cortaron ceremoniosamente sus apéndices nerviosos, separándose para siempre de la unión comunitaria básica que comparten todos los Protoss. Por todas partes se rumoreaba que como los Cazadores de Sombras estaban separados de la fibra sensible de su raza, estaban forzados a extraer sus energías psiónicas del oscuro y frío vacío del espacio. Este cuento, sobre todos los demás, funcionó para incriminar a los guerreros vagabundos durante todo el tiempo, cazados y temidos por sus propios hermanos, los Templarios Tétricos llevaban una existencia solitaria dentro de sus naves estelares. Viajando por todo el frío vacío del espacio pero nunca dejaron de amar a Aiur y, de esta forma, trabajaron para salvaguardar su mundo natal de cualquier forma que secretamente pudieran.

### La Humanidad y la llegada de los Zerg
Los Protoss fueron testigos silenciosos de la portentosa llegada de la Humanidad a su borde del espacio. Aunque los Protoss no estaban seguros del origen vagabundo de los Terran, sabían que esos volátiles humanos de vida corta serían interesantes de estudiar. Pasaron dos siglos en los que los Protoss observaron a los colonizadores Terran en ciernes, que tuvieron éxito creando colonias rudimentarias en una docena de mundos dentro de los límites de los Protoss. Aunque su tecnología era inferior a la de los Protoss, se adaptaron a los mundos en los que vivían y prosperaban. Los Protoss encontraban a los Terran fascinantes porque luchaban constantemente los unos con los otros, y aun así florecían y progresaban en sus tecnologías e industrias a pasos agigantados.
Sin embargo, los Protoss estaban alarmados por la velocidad a la que los Terran acababan con los recursos naturales de sus diferentes mundos. A los ojos de los Protoss parecía que los Terran no tenían respeto por el delicado equilibrio de la naturaleza mientras que corrían imprudentemente de un mundo al siguiente, dejando, en su partida, nada más que descampados estériles. Ordenados por los estrictos dictadores del Dae'Uhl, los Protoss tenían prohibido interferir directamente en los imprudentes Terran por mucho que desearan hacerlo. Esta relación inconexa entre las dos razas duró muchos años. Pero en una misión rutinaria de exploración Protoss, se encontraron pruebas que marcaron una cierta perdición para los desventurados Terran. El Alto Templario Tassadar, acompañado por su famosa fuerza expedicionaria templaria, encontró una cantidad de pequeñas construcciones biológicas flotando cerca de los límites del espacio Protoss. Después de una inspección más de cerca, Tassadar dedujo que los organismos alienígenas indescriptibles eran en realidad sondas de espacio profundo. Aunque Tassadar no podía averiguar su punto de origen, estaba claro que se estaban dirigiendo al Sector Koprulu de las colonias Terran.
Tassadar llevó de vuelta las sondas vivientes a Aiur para su inmediato estudio. Los extraños alienígenas no se parecían a nada de lo que habían visto los Protoss hasta entonces. Las respectivas psicologías de las sondas estaban creadas para el viaje y reconocimiento a través del espacio profundo. En un intento por discernir su procedencia, los Protoss enfocaron las energías de los Cristales Khaydarin a través de las minúsculas mentes de las sondas. Los Protoss no se lo podían creer cuando descubrieron que las sondas alienígenas respondían rápida y naturalmente a las potentes energías de los Cristales. Su sorpresa se vio aumentada por el hecho de que sólo las criaturas nacidas de la protogenética de los Xel'Naga podían procesar adecuadamente las energías de los grandes Cristales. Más alarmante era la vaga corriente de pensamiento que se repetía una y otra vez en los cerebros minúsculos de las sondas: "encontrar"... "erradicar"... "aprender"... "evolucionar"...
Los Protoss especularon que las sondas eran los precursores de una gran y nueva amenaza a su sección de la galaxia. Si las criaturas estaban creadas con tecnologías Xel'Naga, serían muy avanzadas y extremadamente poderosas. Para los Protoss estaba claro que esta nueva raza constituía un peligro palpable para todos los seres vivientes y que, estuviera donde estuviera, el grueso de la raza todavía debía estar buscando a los confiados colonizadores Terran.
Los Protoss empezaron a enviar exploradores avanzados para buscar en las rutas espaciales circundantes cualquier signo de invasores alienígenas. Tassadar reivindicó que bajo los dictados de Dae'Uhl, era la responsabilidad elegida de los Protoss proteger a las razas bajo su observación. No obstante El Cónclave discutía que si la "inútil" raza de los Terran ya había sido infestada por alguna amenaza nueva deberían ser quemados y erradicados. Comenzó un gran debate entre los Judicatores y los Templarios sobre como deberían implicarse en el inminente aprieto de los Terran. En lo único en lo que estaban de acuerdo las dos castas era en que las criaturas estaban indudablemente creadas con las ciencias Xel'Naga. Y si era cierto que estaban creadas por los Ancianos sería mejor que los Protoss estuvieran en guardia. Se acordó enviar a Tassadar y su fuerza expedicionaria a controlar los mundos Terran, intentando discernir la severidad del peligro inminente. Para ello, Tassadar dirigió a su nave de mando, el Gantrithor, y a casi un centenar de otras enormes naves de guerra al sector Terran de Koprulu.

### El Principio del Fin
A la llegada al sector Terran, los exploradores de Tassadar encontraron evidencias de que la misteriosa amenaza alienígena había empezado a causar bajas en las colonias Terran. En una inspección más cercana, Tassadar encontró que la colonia limítrofe de Chau Sara estaba infestada por organismos alienígenas. La superficie entera de la colonia estaba cubierta por una sustancia tóxica espesa que erosionaba sin parar la corteza del planeta. Para empeorar las cosas, los alienígenas mismos habían infestado o matado a la mayoría de los colonos humanos. Tassadar, horrorizado por la devastación, sólo podía preguntar por qué los Terran no se habían apresurado a ayudar a su mundo asediado. 
El Cónclave, al oír de la suerte de la colonia ordenó inmediatamente a Tassadar que quemara el planeta entero para acabar con la infestación. Sabiendo que el fuego erradicaría toda la vida del planeta, Tassadar, lleno de tristeza, obedeció a sus maestros. Las pesadas naves de guerra Protoss cargaron sus armas y abrieron fuego sobre la confiada colonia. Esta costosa táctica tuvo éxito, destruyendo la infestación alienígena, pero todavía había algunos mundos cercanos que, sin duda, también estaban infestados. Tassadar fue ordenando quemar esos mundos y cualquier otro emplazamiento Terran que tuviera la mínima posibilidad de infestación. Trasladando su flota a la segunda colonia infestada de Mar Sara, Tassadar empezó a dudar de la moralidad de sus órdenes. Los guerreros Terran, cogidos totalmente por sorpresa por el ataque inicial de los Protoss sobre Chau Sara, lanzaron una flota de naves estelares para interceptar a la flota de Tassadar. La flota Terran se preparó para defender la colonia de los Protoss justo cuando Tassadar ordenaba a sus naves que se apartaran y retiraran. Tassadar, luchando contra sus dudas interiores, no podía destruir Mar Sara o la flota que había venido a protegerla. Buscó una forma de derrotar a los alienígenas sin eliminar arbitrariamente a la Humanidad en el proceso. De esta forma, Tassadar se negó a cumplir las órdenes genocidas de sus Maestros y permaneció con su flota fuera del alcance de los sensores Terran, esperando y observando mientras la presencia alienígena seguía.

## Características de los Protoss
Matriz psiónica
Las unidades y edificios Protoss obtienen energía de la matriz psiónica que los protoss mismos generan. Utilizan pilones para canalizarla y suministrar energía a sus vehículos y edificios. 
Vínculo Psiónico
Los Protoss están unidos por un vínculo psiónico mediante el cual pueden comunicarse entre sí, compartiendo una parte de su conciencia en una especie de conciencia colectiva. Los tentáculos que cuelgan de la parte trasera de su cráneo permiten esta comunicación. 

## Unidades Protoss

### StarCraft

#### Unidades terrestres
- Sonda: Recolectan el gas vespeno y el mineral. También invocan una grieta espacio-tiempo para crear las estructuras, con la ventaja de que además pueden dejarlas sin atención mientras estas mismas se auto-construyen. Se construyen en el Nexo.
- Fanático: Son la columna vertebral del ejército Protoss. Únicamente atacan unidades terrestres. Gracias a sus cuchillas psi, hacen estragos en el cuerpo a cuerpo. Se invocan en el Acceso.
- Dragoon: Son parecidos a arañas mecánicas. Son básicamente Protoss heridos mortalmente en combate que son introducidos en una unidad mecanizada, la cual controlan mediante conexiones biológicas. El dragón tiene un cañón de esferas de plasma, que le da un gran poder de ataque a distancia. Puede atacar a unidades de tierra y de aire. Se invocan en el Acceso.
- Alto Templario: Son unidades que no poseen ningún tipo de ataque: sólo usan el poder psiónico. Su mejor ataque es la tormenta psiónica. Además, dos de ellos pueden fusionarse para formar un Arconte. Se invocan en el Acceso.
- Arconte: Ésta unidad ataca a unidades de tierra y de aire y es el resultado de la fusión de dos templarios. Parece una esfera de energía con una extraña y oscura criatura dentro. Su armamento consiste en unos rayos psiónicos de daño expansivo que destruyen con mucha facilidad al enemigo. Tienen mucho escudo pero poca resistencia física, lo que los hace presa fácil para cualquier ejército Terran con naves científicas.
- Templario Tétrico (sólo disponible en la expansión StarCraft: Brood War): Es una unidad que posee invisibilidad permanente y un gran poder de ataque cuerpo a cuerpo. Por esto son perfectos para atacar una base mal defendida, y dos de ellos pueden fusionarse para formar un arconte tétrico. Sólo atacan a unidades de tierra, y se invocan en el Acceso.
- Arconte Tétrico (sólo disponible en la expansión StarCraft: Brood War): Se forma a partir de la fusión de dos templarios Tétricos. Al igual que el arconte anterior, tienen mucho escudo pero poca resistencia física. No poseen ningún poder de ataque normal. Sus habilidades consisten en:

1. Control mental: El arconte lava el cerebro de una unidad enemiga y la hace trabajar para él. Esta puede ser sin duda la más potente arma del juego, pues bastará que controle un CSV (la unidad básica constructora de los Terran)  y con este podrá generar una civilización/ejército Terran  completo, dando al jugador el poder de tener ejércitos de las tres razas bajo su control.
2. Retroalimentación: El arconte le quita la energía a un enemigo y le hace el daño equivalente a ésta.
3. Vórtice: El arconte paraliza a un grupo de unidades biológicas durante un corto periodo de tiempo.

- Reaver: Es una unidad robótica similar a una oruga. Es muy lento y no ataca él mismo, si no que ha de generar interiormente scarabs, que son una especie de granadas fragmentarias inteligentes, bajo costo de minerales. Sólo atacan a tierra y se construyen en la Instalación Robótica. Las granadas deben encontrar un camino hasta su objetivo, de modo que, por ejemplo, no pueden ser utilizadas desde un terreno elevado a no ser que haya una rampa por la que puedan descender para alcanzar al objetivo.

#### Unidades aéreas
- Observador: No tiene armamento, pero está permanentemente camuflada. Con un bajo coste y la posibilidad de espiar al enemigo, estas unidades son una buena elección para el reconocimiento de bases rivales. Se construyen en la Instalación Robótica.
- Lanzadera: Sirve para transportar unidades de un lugar a otro. No tienen armamento, pero sí una buena velocidad. Se construyen en la Instalación Robótica.
- Explorador: Es la unidad aérea básica de los Protoss. Atacan a unidades tanto aéreas como terrestres. Su velocidad y campo de visión pueden aumentarse mediante mejoras tecnológicas. Se invocan en el Puerto Estelar.
- Árbitro: Ésta unidad aérea de élite, tiene un cañón de fase igual que el del Dragón, pero de menor cadencia y poder de fuego. Lo que realmente destaca de ésta unidad son sus habilidades y su resistencia. Tiene la capacidad de crear una ilusión psiónica que camufla a cualquier unidad propia dentro de su radio de acción. También posee la habilidad de cristalizar por un tiempo a determinadas unidades enemigas. Se invocan en el Puerto Estelar.
- Corsario (sólo disponible en la expansión StarCraft: Brood War): Únicamente puede atacar a otras unidades aéreas. Su disparo no es muy potente, pero tiene muy buena cadencia. Pueden disparar una Red de Disrupción que desactiva la capacidad de ataque de unidades dentro de su rango, sin embargo no desactiva su capacidad de movimiento en el terreno, debido a esto es excelente contra unidades estacionarias antiaéreas como las colonias de esporas. Se invocan en el Puerto Estelar.
- Transporte: Es la unidad Protoss más fuerte, y una de las más resistentes del juego. Posee una alta resistencia y no ataca por sí mismo, si no que usa unos cazas más pequeños que se alojan en su interior y que salen cuando comienza la batalla. A pesar de su lenta construcción y movimiento, en grupo constituyen una poderosa amenaza. Se invocan en el Puerto Estelar.

### StarCraft II

#### Unidades terrestres
- Sonda: Unidad ligera que construye estructuras y recolecta recursos. Sólo pueden atacar objetivos terrestres.

- Fanático/Zealot: Unidad de infantería ligera que puede atacar objetivos terrestres. Son resistentes y causan daño considerable, pero son caros en comparación con otras unidades de primer nivel como los Marines. Además, pueden usar Carga, para alcanzar al objetivo al instante.

- Acechador: Unidad blindada que puede atacar objetivos terrestres y aéreos. Muy efectivo contra otras unidades blindadas. Una vez que obtienen la facultad Parpadeo, su movilidad incrementa exponencialmente y obtienen la capacidad de sortear elevaciones de terreno y obstáculos fácilmente.

- Inmortal: Unidad mecánica blindada que puede atacar objetivos terrestres. Causa una gran cantidad de daño a unidades blindadas enemigas como Colosos, Ultraliscos y Thors. Sus Escudos Reforzados reducen considerablemente la efectividad de los ataques más potentes, haciéndolos muy útiles contra unidades que causan mucho daño.

- Coloso: Masiva unidad blindada que puede atacar unidades terrestres. Capaz de atacar desde grandes distancias. Devastador contra grupos de infantería. La facultad de Trepar Riscos le permite cruzar elevaciones de terreno de igual modo que los Yum-Kimiles. Su tamaño es tal que las unidades y estructuras antiaéreas del enemigo pueden atacarlo.

- Alto Templario: Unidad psiónica ligera capaz de lanzar poderosos hechizos. Puede utilizar Retroalimentación para causar daño y drenar la energía de las unidades enemigas. Una vez que obtienen la capacidad de lanzar Tormentas Psiónicas, se vuelven muy efectivos contra grupos grandes de unidades con totales de salud pequeños. Su pueden sacrificar dos Templarios (Altos u Oscuros) para formar un Arconte, un guerrero psiónico que puede atacar unidades terrestres y aéreas.

- Templario Oscuro: Infiltrador ligero de combate melé que puede atacar unidades terrestres. Siempre invisible gracias a su camuflaje permanente. También poseen la facultad de fusionarse con otro templario (Alto u Oscuro) para formar un poderoso guerrero psiónico conocido como Arconte.

- Arconte: Guerrero psiónico que puede atacar objetivos terrestres y aéreos. Su poderoso escudo les permite aguantar gran cantidad de daño.

#### Unidades aéreas
- Observador: Unidad ligera que proporciona detección. Camuflada de manera permanente.

- Prismas de distorsión/Prisma de trasposición: Nave blindada que tiene la capacidad de transportar unidades por el campo de batalla. Puede cambiar a Modo Fase para proyectar un campo similar al del Pilón, el cual proporciona energía a las estructuras protoss. Dicho campo también permite la trasposición de unidades.

- Fénix: Nave ligera que puede atacar unidades aéreas. Unidad muy veloz, perfecta para explorar o cazar unidades aéreas que se desplacen lentamente y no puedan contraatacar; como Amos Supremos o Banshees. Bono de daño contra unidades ligeras, como los Mutaliscos. Tiene la capacidad de levantar unidades enemigas con su Rayo Gravitatorio (siempre y cuando su tamaño no sea masivo). Esto es muy útil para sacar de la batalla a objetivos peligrosos, o eliminarlos si tienes suficientes cazas Fénix. Puede disparar mientras se encuentra en movimiento, dándole una ligera ventaja en maniobras tácticas.

- Oráculo: Pequeña nave de forma esférica que posee tres habilidades. Revelación permite ver las unidades enemigas en las zonas indicadas durante 60 segundos. Visión hace que la unidad actúe de detector, y, por último, rayo de pulsos actúa como un potente ataque contra unidades terrestres. Requiere la expansión Heart of the Swarm

- Rayo de Vacío/Mantarraya del Vacío: Nave blindada que puede atacar unidades aéreas y terrestres. Muy efectiva contra otras unidades blindadas. El daño de su Rayo Prismático aumenta según la cantidad de tiempo que se encuentre atacando a un objetivo. Una vez alcanzado el daño máximo, tiene unos segundos para cambiar de blanco sin perder la carga.

- Tempestad: Nave enorme que alcanza la cima de las unidades aéreas junto con el Portanaves. Tiene un potente y devastador ataque que ataca a una gran distancia y produce una gran cantidad de daño, tanto a objetivos voladores como terrestres. Requiere la expansión Heart of the Swarm

- Portanaves: Nave blindada capaz de atacar objetivos terrestres y aéreos. Lanza pequeños Interceptores robóticos desde distancia considerable. Viene equipado con cuatro y el Portanaves puede fabricar cuatro más. Útil para penetrar islas con defensas pesadas o atraer el fuego de unidades capaces de atacar unidades aéreas. Sus Interceptores pueden servir como una pantalla defensiva si el enemigo no ataca al Portanaves directamente.

- Núcleo de la Nave Nodriza Predecesor de la Nave Nodriza, puede construirse en cuanto se dispone de un Núcleo Cibernético. Es una unidad asequible y tiene tres buenas habilidades: Sobrecarga de Fotones, que otorga a los nexos un ataque a distancia durante un minuto; retirada en masa, que atrae al Núcleo y a las unidades cercanas al Nexo seleccionado; y Distorsión temporal, que crea una burbuja ralentizadora que afecta a los enemigos en su interior. Requiere la expansión Heart of the Swarm

- Nave Nodriza: Nave de tamaño masivo que puede atacar objetivos terrestres y aéreos. Sólo se podrá tener activa una Nave Nodriza (en Legacy of the Void no se puede tener ninguna). Proyecta un Campo de Camuflaje que hace invisibles a todas las unidades y estructuras cercanas. Puede abrir un Vórtice que se traga a todas las unidades terrestres y aéreas en la zona designada. Las unidades afectadas serán invulnerables y no podrán moverse hasta que el efecto termine. Su facultad de Repliegue en Masa permite transportar unidades al lugar donde se encuentra la Nave Nodriza, sea para traerlas de vuelta para defender la tu base o asaltar las posiciones fortificadas del enemigo. En Heart of the Swarm sustituye sus habilidades salvo el Campo de Invisibilidad por Distorsión Temporal, y cambia el efecto de Retirada en masa por el del Núcleo.

## Estructuras Protoss

### StarCraft

#### Estructuras básicas
- Nexo: El Nexo sirve de ancla psíquica, permitiendo que los Protoss tengan acceso a su matriz de energía psiónica desde el otro lado de la galaxia. El Nexo también fabrica las pequeñas sondas.

- Pilón: Excavado de los Cristales Khaydarin sagrados, los Pilones Protoss actúan como puntos focales de la matriz psi emitida por el Nexo. Pueden dar energía a cualquier edificio Protoss dentro de un gran radio alrededor de ellos, son necesarios para poder transportar un mayor número de tropas.

- Asimilador: El Asimilador prepara en cápsulas el gas producido en cualquier géiser de gas vespeno sobre el que esté construido, no es necesario construirlo dentro del radio de un pilón.

- Acceso: La grieta-distorsión que se encuentra en el centro de la enorme entrada es donde las tropas de tierra Protoss altamente entrenadas pueden ser transportadas desde Aiur.

- Fragua: A pesar de que su tecnología es increíblemente avanzada, los Protoss se están esforzando constantemente en mejorar y refinar sus armas y blindajes mediante la Fragua.

- Cañón de fotones: Los Cañones de Fotones disparan una esfera de antimateria encapsulada. Es un arma eficaz contra objetivos terrestres y aéreos. Los cañones también están mejorados con una tecnología similar a la del observador que le concede la habilidad de detectar unidades ocultas o camufladas. Su debilidad es su falta de resistencia a ataques continuados.

- Núcleo cibernético: es un edificio que contiene los materiales de construcción y las factorías automatizadas esenciales para la producción de dragones. En su interior se encuentran unas máquinas misteriosas que introducen el espíritu de un Protoss caído en los fríos dragones.

- Batería de escudo: tiene un núcleo Khaydarin que absorbe energía y la contiene hasta que la necesiten los guerreros Protoss que se encuentran a su alrededor. Tocando uno de los radios de la Batería, cualquier guerrero o vehículo Protoss recarga sus niveles de escudo al máximo. La Batería se recarga con el tiempo.

#### Estructuras avanzadas
- Ciudadela de Adun: La meta final de todos los Protoss es llegar a lo más alto del Khala. Para conseguirlo emplean su tiempo en meditación profunda y entrenando unos contra otros en las Ciudadelas de Adun. Con el nombre de uno de los maestros del Khala, las Ciudadelas de Adun son centros de aprendizaje e investigación para los guerreros acólitos.

- Puerto estelar: Esta estructura transporta las naves protoss en órbita de Aiur hasta los lejanos planetas en los que han de luchar por su raza.

- Instalación Robótica: Los Protoss dependen de máquinas de guerra automatizadas para aumentar su ejército y reducir la pérdida de vidas Protoss.

- Archivos Templarios: Los Archivos Templarios son los oscuros y misteriosos edificios que sirven de centros de entrenamiento para los Altos Templarios. Estos guerreros, entrenados en el manejo de los impresionantes poderes psiónicos de su raza, utilizan los Archivos para comunicarse con sus ancestros.

- Baliza de flota: Las Balizas de Flota están construidas alrededor de una gran esfera trabajosamente excavada de los Cristales Khaydarin más grandes. La Baliza canaliza poder psiónico hacia el Puerto Estelar, permitiendo que teletransporte las naves de guerra más grandes; los transportes Protoss.

- Bahía de apoyo robótico: Estos edificios sirven para aumentar la potencia de las Instalaciones Robóticas. Fabrican componentes más eficaces para las máquinas de guerra Protoss y permite la construcción de los vehículos pesados Reavers.

- Observatorio: La historia es de vital importancia para los Protoss, ya que creen que los grandes eventos se repiten y sirven de lecciones para aquellos lo suficientemente sensatos. El Observatorio es donde se recogen los datos que graban los robots Observadores y se catalogan para su estudio por parte de futuras generaciones de Protoss.

- Tribunal del árbitro: Las poderosas naves de guerra Árbitro, rodeadas como están en un campo de escudo psiónico, son muy difíciles de teletransportar. El Tribunal sirve de ancla de distorsión, reforzando el espacio y el tiempo para que los Árbitros puedan ser transportados a través de los Puertos Estelares.

### StarCraft II

#### Estructuras básicas
- Nexo: Es el centro de la base, aquí se depositan los recursos y sirve de ancla interespacial para las sondas. Permite transportar la/el Puerta de Enlace/Portal y la Forja.

- Pilon: Crea un pequeño campo psiónico que permite transportar y darle energía a los edificios.

- Asimilador: Se construye sobre los géiseres de gas vespeno para permitir u recolección.

- Puertade Enlace/Portal : Transporta a Fanáticos/Zelots, Acechadores/Persecutores, Centinelas, Altos Templarios y Templarios Oscuros. Permite transportar el Núcleo Cibernético/Núcleo de Cibernética.

- Forja: En este edificio se mejoran a las unidades terrestres y los escudos de todas. Permite transportar los Cañones de Fotones.

- Núcleo Cibernético/Núcleo de Cibernética: Aquí se investigan las mejoras aéreas. Permite que la/el Puertade Enlace/Portal tranpoate a los Acechadores/Persecutores y Centinelas; también permite el transporte del Portal Estelar, del Consejo Crepuscular/Concilo Crepuscular y de la/del Instalación Robótica/Complejo de Robótica.

#### Estructuras avanzadas
- Consejo Crepúscular Edificio que contiene las mejoras “Parpadeo" y “Carga". Permite los edificios “ Archivos Templarios" y “Santuario Tétrico".

- Archivos Templarios: Permite altos templarios en el acceso y contiene las mejoras de tormenta psiónica y la de darle al templario 50+ de energía.

- Santuario Tétrico Permite templarios tétricos en el acceso.

- Portal Estelar : Produce las unidades aéreas menos el observador y el prisma de distorsión.

- Baliza de Flota Permite portanaves en el portal estelar y nave nodriza en Nexo.

- Instalación Robótica Fabrica los observadores , prismas de distorsión e inmortales.

- Bahía de Apoyo Robótico:Permite los colosos en la instalación robótica.